# Wolfert VI van Borssele
Pour les articles homonymes, voir Borsele et Borssele.
Jean de Borssele ou Borsele (en néerlandais : Wolfert VI van Borselen) (env. 1433 - 1487), est un chevalier et un comte français, maréchal de France devenu comte écossais par mariage avec la princesse Marie Stuart.

## Biographie
Il est le fils aîné de Henri II de Borsele (env. 1404-1474), seigneur de Veere en Zélande, et comte de Grandpré en Champagne. Son père est lieutenant général pour les armées du roi de France pour la guerre de mer, chevalier de la Toison d'or, et amiral de Hollande, sa mère Jeanne (env. 1410-1467) est la fille d'Olivier de Hallwin, seigneur de Henserode.
Il occupe le poste de gouverneur de la Hollande, Zélande et Frise entre 1477 et 1480. Josse de Lalaing lui succédera dans ces fonctions.
Il meurt le 29 avril 1487 à Gand, et est enterré à Sandenburg.

## Titres et dignités

### Comte champenois et écossais
Seigneur de (de) Veere par son père, il est également seigneur de (de) Flessingue, Brouwershaven, Westkapelle, et Dombourg. Il devient également comte de Grandpré en 1470 (comté champenois que son père avait acheté à Quentin Le Bouteiller) entre 1462 et 1467. En 1487, il vend le comté de Grandpré à Louis de Joyeuse, seigneur de Botheon.
Par son mariage en 1444 avec la princesse Marie (1428 - 20 mars 1465), fille de Jacques Ier d'Écosse, il devient comte de Buchan « de jure uxoris ». Devenu veuf en 1465 et sans héritier de ce mariage, il perd la jouissance de ce titre.

### Maréchal de France
C'est toutefois à cette époque où, gendre d'un roi il est comme l'égal d'un prince, le roi Louis XI le crée maréchal de France à la place du maréchal de la Fayette, il est payé en cette qualité du 1er mars 1464 au 29 octobre 1466 où il est destitué. Il est destitué de sa charge de maréchal quand il succède à Jean de Luxembourg, comme capitaine de la flotte bourguignonne hors de Flandres (amiral des Pays-Bas (nl)), en 1466, il occupe ce poste jusqu'en 1485.

### Ordre de la Toison d'or
Il est investi en tant que chevalier de la Toison d'or, le 1er mai 1478 à Bruges par Maxililien de Habsbourg, comte de Bourgogne, d'Artois, de Brabant et de Flandres, qui le fait ainsi entrer dans le cercle de ses proches comme 82e membre de la Toison d'or.

## Mariages et descendance
Il épouse en 1444 Marie Stuart (avant 1428 – 20 mars 1465), princesse d'Écosse, qui est créée comtesse de Buchan lors de son mariage. Elle est fille de Jacques Ier d'Écosse et de Jeanne Beaufort. Il devient par ce mariage beau-frère du dauphin, le futur roi Louis XI. De ce lit naissent deux fils, morts jeunes. Veuf et sans postérité, il se remarie le 17 juin 1468 avec Charlotte de Bourbon (1449-1478), seconde fille de Louis Ier de Bourbon, comte de Montpensier et de Gabrielle de La Tour d'Auvergne. Il sera par ce mariage l'oncle du futur connétable de Bourbon. De cette union naissent cinq enfants, un fils mort jeune et quatre filles mariées dont Marguerite de Borselen et Anne de Borsele (vers 1471 - 8 décembre 1518).

## Armoiries
| Figure | Blasonnement                  |
|        | De sable à la fasce d'argent. |